# Hethemia gratata
Hethemia gratata là một loài bướm đêm trong họ Geometridae.